# ایگل آزور
ایگل آزور (به انگلیسی: Aigle Azur) یک شرکت هواپیمایی با کد یاتا ZI است که در تاریخ ۱۹۴۶ میلادی تأسیس شده است. دفتر مرکزی ایگل آزور در پاریس، فرانسه واقع شده‌است و قطب این شرکت هواپیمایی در فرودگاه اورلی قرار دارد و به ۲۶ مقصد، پرواز مستقیم انجام می‌دهد.